# مايك روسمان
مايك روسمان (بالإنجليزية: Mike Rossman)‏ مواليد 1 يوليو 1955 في نيو جيرسي، الولايات المتحدة، هو ملاكم أمريكي يصنف ضمن فئة الوزن الثقيل.

## إحصائيات
خاض خلال مسيرته 54 نزالا، فاز في 44 وتعادل في 3 وخسر في 7. فاز بالضربة القاضية في 27 نزالا.

## روابط خارجية
- مايك روسمان على موقع بوكس ريك (الإنجليزية) (registration required)